# Gymnetis subpunctata
Gymnetis subpunctata är en skalbaggsart som beskrevs av John Obadiah Westwood 1874. Gymnetis subpunctata ingår i släktet Gymnetis och familjen Cetoniidae.

## Underarter
Arten delas in i följande underarter:
- G. s. kuntzeni
- G. s. variabilis